# O'Reilly Auto Parts
O’Reilly Auto Parts er en amerikansk forhandler af autodele, de satser på bildele til eftermarkedet, værktøj, forsyninger, udstyr og tilbehør. Deres kunder er både professionelle og private i USA. De har 5.600 butikker i 47 delstater og 22 butikker i Mexico.
O’Reilly Automotive, Inc. begyndte med en butik i Springfield, Missouri i december 1957.